# 闻集乡
闻集乡，是中华人民共和国河南省商丘市虞城县下辖的一个乡镇级行政单位。

## 行政区划
闻集乡下辖以下地区：
闻集村、朱楼村、老卢营村、郑楼村、侯庙村、中心村、南汤楼村、周阁村、朱庄村、王安村、郭老家村、后王楼村、赵庄村、班庄村、陈楼村、八里井村、郭集村、陈庄村、前张阁村、大韩庄村、田庄村、高李楼村、郭方庄村、黄宋庄村和大张庄村。